# Regiunea Zaporijjea
Regiunea Zaporijjea (ucraineană Запорі́зька о́бласть), denumită și Zaporojie (ucraineană : Запорі́жжя), este o regiune din sud-estul Ucrainei. Capitala sa este Zaporijjea. Regiunea are o suprafață de 27.183 km2, iar populația sa este de 1.666.515 locuitori (est. 2021).
Această regiune are un rol important pentru industria și agricultura Ucrainei. Cea mai mare parte a regiunii este sub ocupație militară rusă de la începutul invaziei ruse a Ucrainei din 2022, inclusiv toată coasta, deși capitala și majoritatea populației rămân sub administrație ucraineană.
Din 30 septembrie 2022 Rusia pretinde că a anexat Lugansk, Donețk, Zaporijjea și Herson. Cu toate acestea, referendumurile și anexările ulterioare nu sunt recunoscute la nivel internațional și sunt considerate ilegitime.

## Geografie
Suprafața regiunii este de 27.183 km²; populația sa (estimată la 1 ianuarie 2013) era de 1.785.243.

### Orașe importante
Orașe importante sunt:
- Berdeansk (ocupat de Rusia)
- Enerhodar - sediul centralei nucleare Zaporijjea (ocupată de Rusia)
- Melitopol (ocupat de Rusia)
- Zaporijjea

### Relief
Regiunea Zaporijjea se caracterizează printr-un relief plat. Solurile sunt în mare parte cernoziom.

## Istorie
Regiunea Zaporijjea a fost creată ca parte a Republicii Socialiste Sovietice Ucrainene pe 10 ianuarie 1939 din regiunea Dnipropetrovsk.
În timpul referendumului pentru independența Ucrainei din 1991, 90,66% din voturile regiunii au fost în favoarea Declarației de Independență a Ucrainei.
În timpul invaziei ruse a Ucrainei din 2022, forțele armate ruse au ocupat partea de sud a regiunii, învingând forțele armate ucrainene la Melitopol și la Enerhodar. Forțele ucrainene au reușit să distrugă o navă rusească și să avarieze alte două în portul Berdeansk. În septembrie 2022 partea de nord ale regiunii, inclusiv capitala sa, Zaporijjea, este controlată de Ucraina.
În perioada 23-27 septembrie 2022, Federația Rusă a organizat un referendum în teritoriile ocupate din regiunile Herson și Zaporijjea privind „independența și intrarea ulterioară în componența Federației Ruse”. Aceste referendumuri sunt recunoscute de majoritatea statelor ca fiind înscenate și contrare dreptului internațional. Pe 29 septembrie 2022 Federația Rusă a recunoscut regiunea Zaporijjea ca stat independent. Pe 30 septembrie dictatorul rus Vladimir Putin a anunțat anexarea regiunii Zaporijjea și a altor trei teritorii ucrainene și a semnat „decretele de aderare” considerate în general ilegale. În acel moment Rusia controla doar aproximativ 70% din teritoriul regiunii.

## Puncte de interes
Următoarele locuri au fost nominalizate pentru cele șapte minuni ale Ucrainei.
- Kamiana Mohîla, situl preistoric „Mormântul de piatră” (rezervație muzeală)
- Hortîțea, insulă pe fluviul Nipru
- Hidrocentrala Dniprostroi

## Demografie
Componența lingvistică a regiunii Zaporijjea
     Ucraineană (50,2%)
     Rusă (48,19%)
     Alte limbi (1,61%)
Conform recensământului din 2001, majoritatea populației regiunii Zaporijjea era vorbitoare de ucraineană (50,2%), existând în minoritate și vorbitori de rusă (48,19%).